# بلايني هاريسون
بلايني هاريسون (بالإنجليزية: Blaine Harrison)‏ هو كاتب أغاني وموسيقي بريطاني، ولد في 23 مايو 1985 في هامرسميث في المملكة المتحدة.

## وصلات خارجية
- بلايني هاريسون على موقع IMDb (الإنجليزية)
- بلايني هاريسون على موقع ميوزك برينز (الإنجليزية)
- بلايني هاريسون على موقع ديسكوغز (الإنجليزية)